# الجدب (كشر)

تعديل مصدري - تعديل

الجدب هي إحدى قرى عزلة خميس اليزيدي بمديرية كشر التابعة لمحافظة حجة، بلغ تعداد سكانها 13 نسمة حسب تعداد اليمن لعام 2004.